# Hecatera accurata
Hecatera accurata là một loài bướm đêm trong họ Noctuidae.